# Nya Kaledoniens barriärrev
Nya Kaledoniens barriärrev ligger i Nya Kaledonien i södra Stilla havet. Det är det näst största korallrevet i världen, efter Stora barriärrevet i Australien.
Nya Kaledoniens barriärrev omger Nya Kaledoniens största ö Grand Terre samt ön Île des Pins och flera mindre öar. Det har en längd på 1500 kilometer. Revet omger en lagun som är 24 000 kvadratkilometer stor och har ett genomsnittligt djup på 25 meter. Reven ligger upp till 30 kilometer från stranden, men sträcker sig nästan 200 kilometer till Entrecasteauxreven i nordväst. Denna nordvästra utlöpare omgärdar Belepöarna och andra sandbankar. Flera naturliga passager leder ut till havet. Boularipassagen, som leder till Nya Kaledoniens huvudstad och främsta hamn Nouméa, markeras av fyren Amedee.
Revet har en stor mångfald arter. Det är hem för utrotningshotade dugonger (Dugong dugon) och en viktig fortplantningsplats för soppsköldpadda (Chelonia mydas).
De flesta av korallreven anses allmänt vara i god kondition. Vissa av de östliga reven har dock skadats av utsläpp från nickelutvinning på Grand Terre. Sedimentation från gruvbrytning, jordbruk och bete har påverkat rev som ligger nära flodmynningar. Detta har förvärrats av att man har avverkat mangroveskogar, som hjälper till att hålla kvar sediment. Vissa rev har begravts under flera meter slam.
I januari 2002 föreslog Frankrikes regering att Nya Kaledoniens rev skulle listas som ett världsarv av Unesco. I juli 2008 blev revet ett världsarv.